# ミランダ城

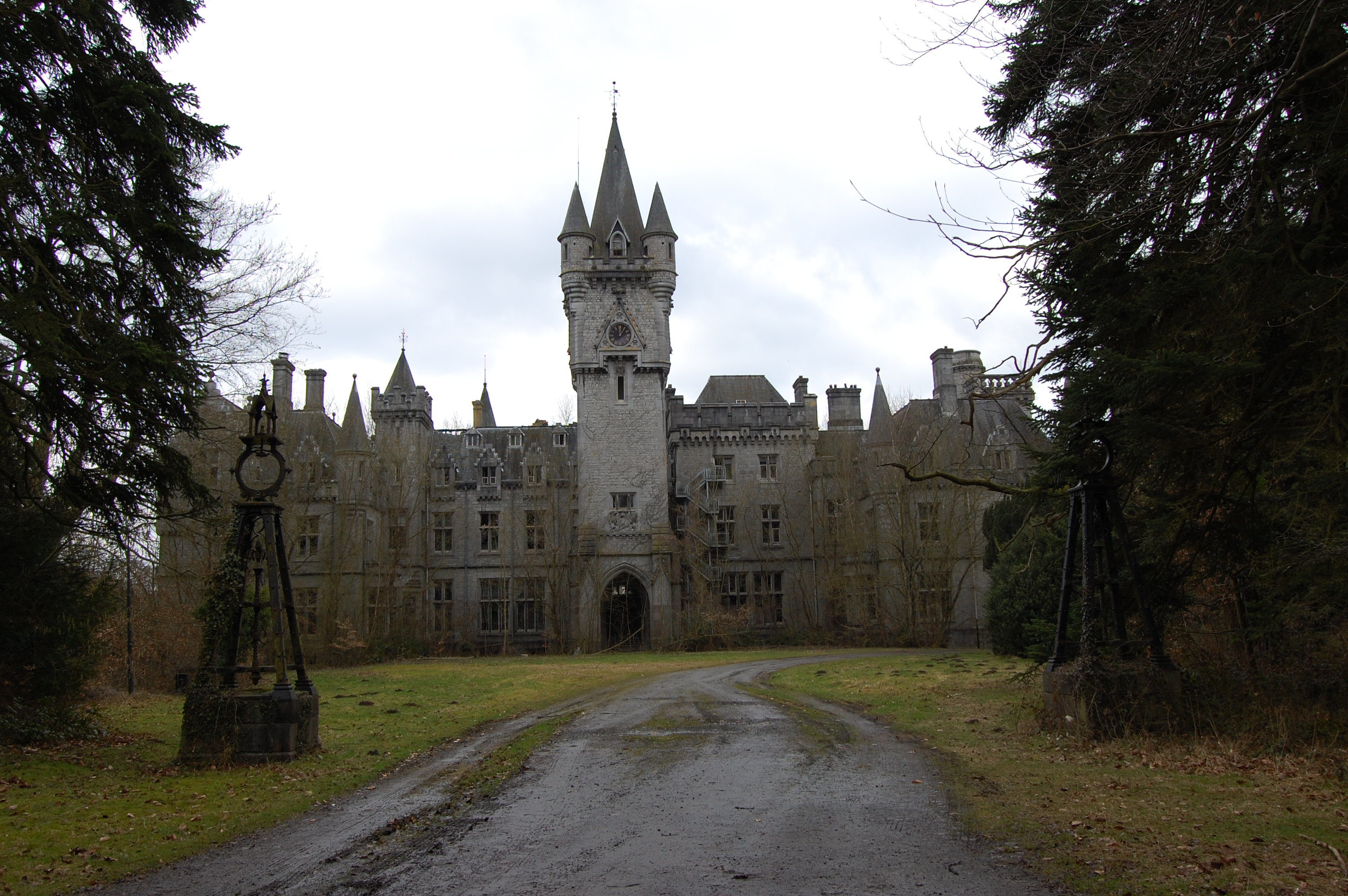
正面から見たミランダ城（2009年撮影）

ミランダ城（フランス語: Château Miranda）は、ベルギーのナミュール州セル (Celles, Houyet) にかつて存在した城館（シャトー）。ノワジー城（フランス語: Château de Noisy）の名でも知られた。アルデンヌの一角にあたるこの地に、19世紀に建築されたネオ・ゴシック様式の建物である。20世紀末以降は廃墟として知られるようになったが、2017年10月に完全に解体された。

## 歴史
この城館は1866年、Liedekerke-De Beaufort家からの発注により、イギリス人の建築家エドワード・ミルナー (Edward Milner) によって設計された。Liedekerke-De Beaufort家はかつてヴェーヴ城に暮らしていたが、フランス革命の影響（フランス革命戦争により、南ネーデルラントはフランスに占領・併合された）で立ち退くことを余儀なくされていた。ミルナーは1884年、城館の完成を見ることなく没した。1907年に時計塔が立ち上がり、城館は完成した。
1950年、城館はベルギー国鉄 (NMBS/SNCB) によって、孤児院、および病児のホリデー・キャンプとして取得された。この際にノワジー城と名を改めた。1970年代の終わりまでは子供たちのためのキャンプ地として使われていた。
城館の維持に要する費用は過大であり、不動産投資家を求める動きも頓挫したため、1991年以降、城館は空き家となって放置された。地元セル自治体は城を引き継ぐことを提起したが、所有者家族は拒否し、巨大な建物は遺棄された状態で、崩壊と破壊に晒されることになった。構造物の一部は火災によって著しい損傷を受け、天井の多くの部分は崩落した。しかしながら廃墟化した城館は「都市探検家」 (Urban exploration) たちの愛好するところとなった。2017年10月に完全に解体された。

## 大衆文化において
城館は、アメリカのテレビドラマシリーズ『ハンニバル』でロケに用いられ、リトアニアにある設定の「レクター城」として撮影された。また、ベルギーの映画 "Het huis Anubis en de wraak van Arghus" でもロケ地として用いられた。

## ギャラリー

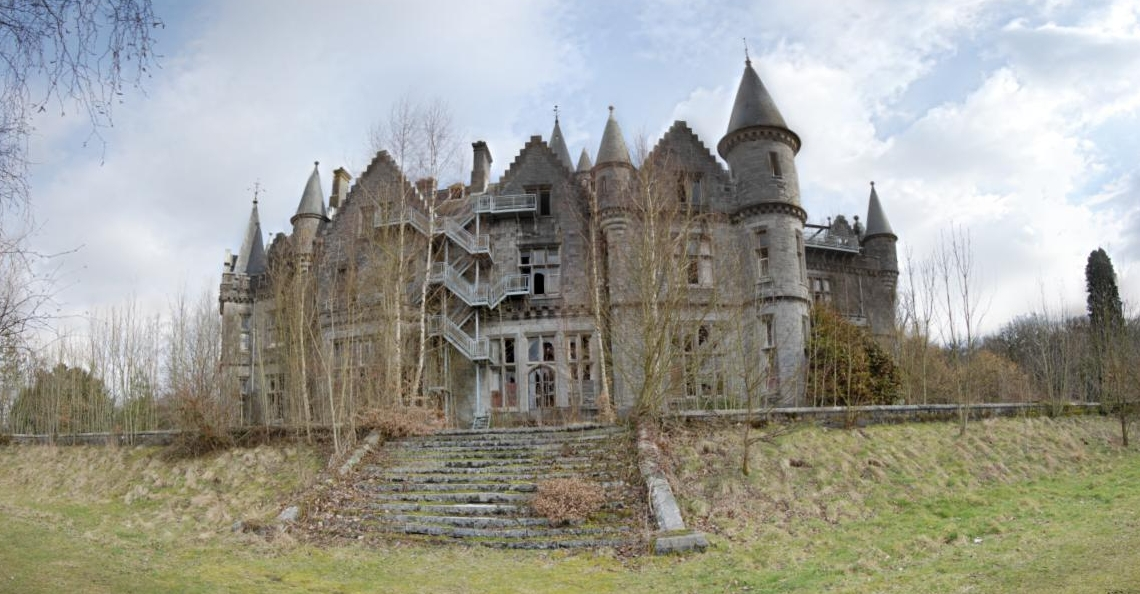
城館の背面
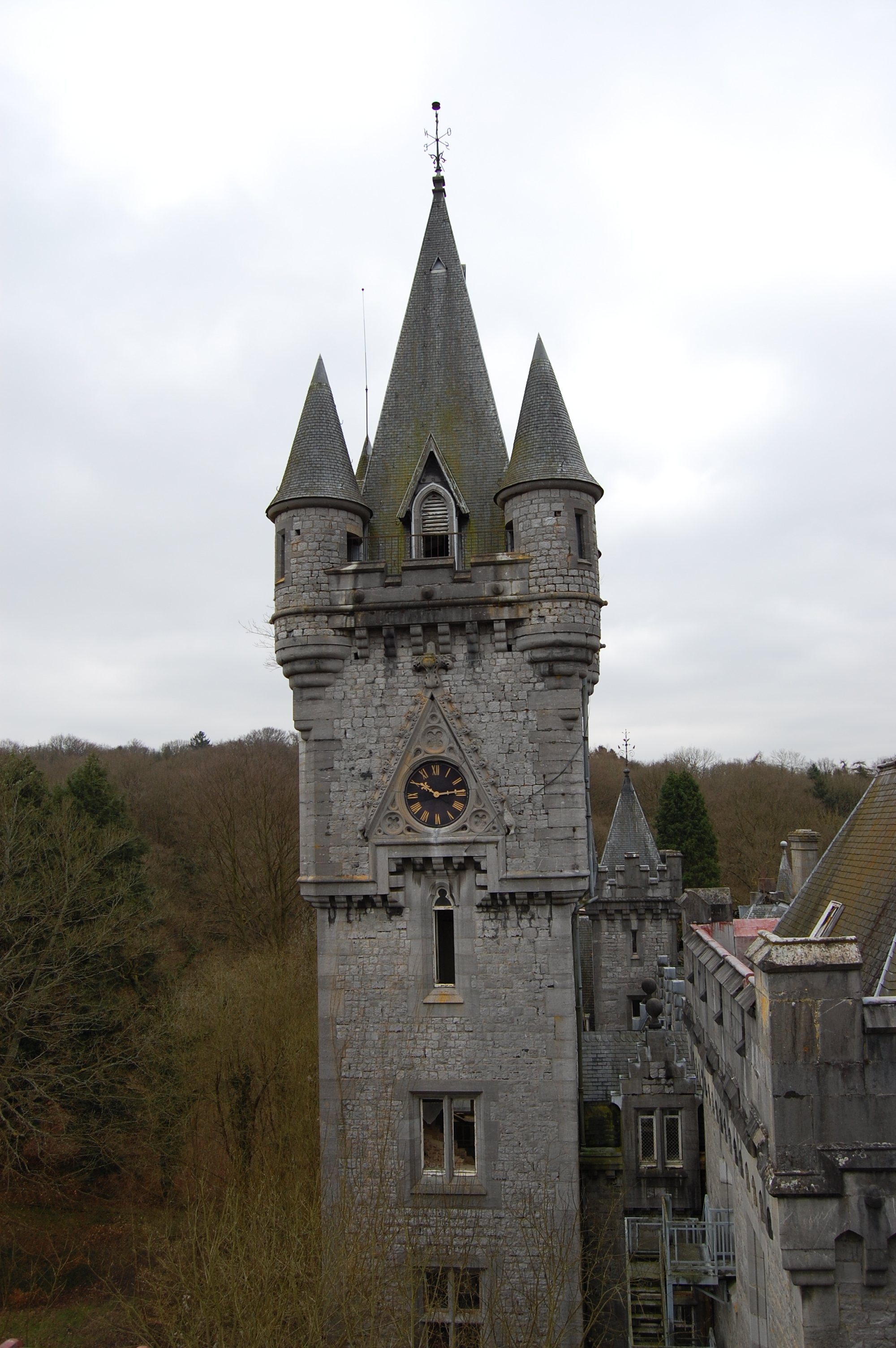
時計塔（高さ56m）
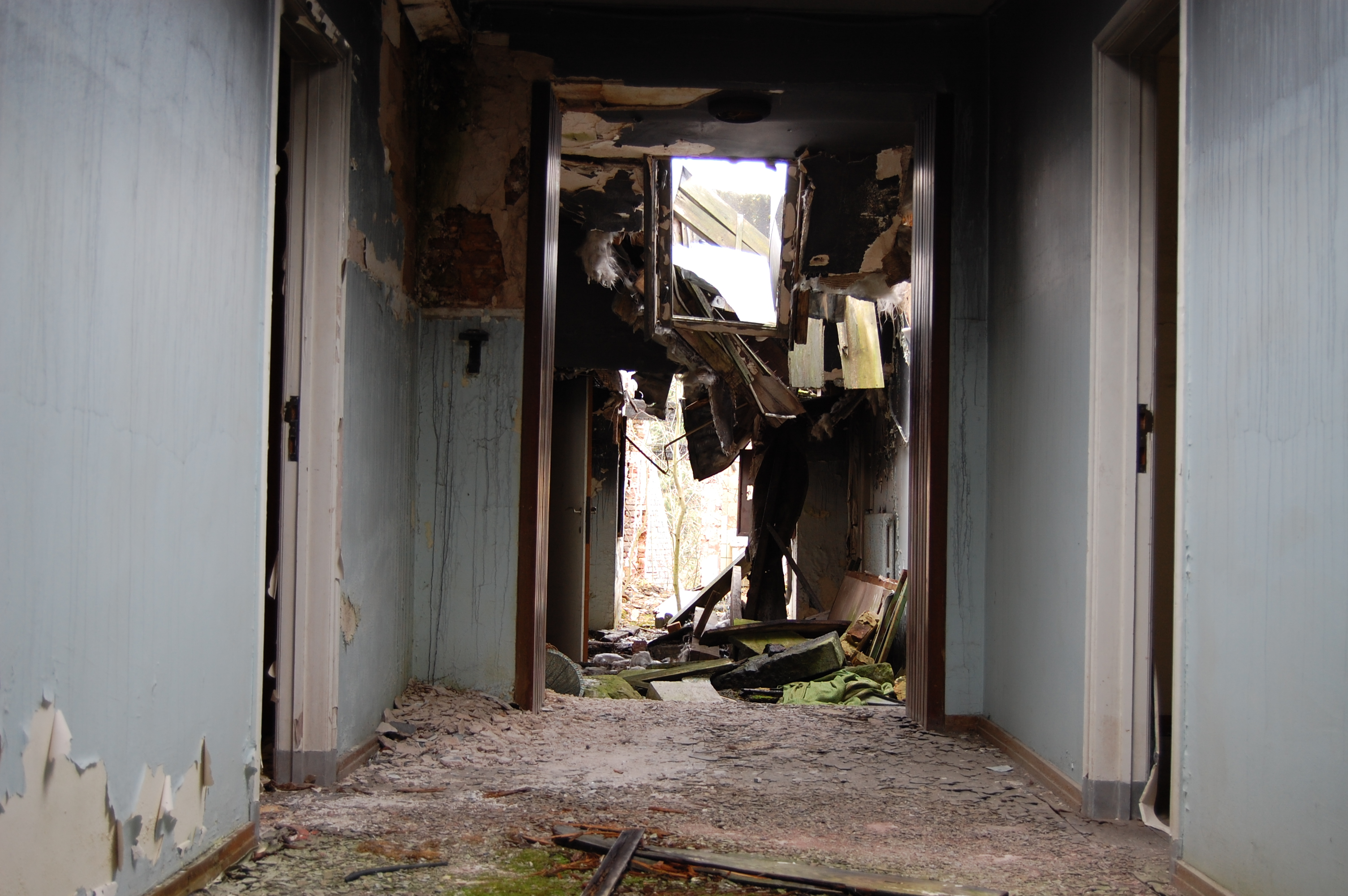
最上階（4階）はほぼ崩壊していた
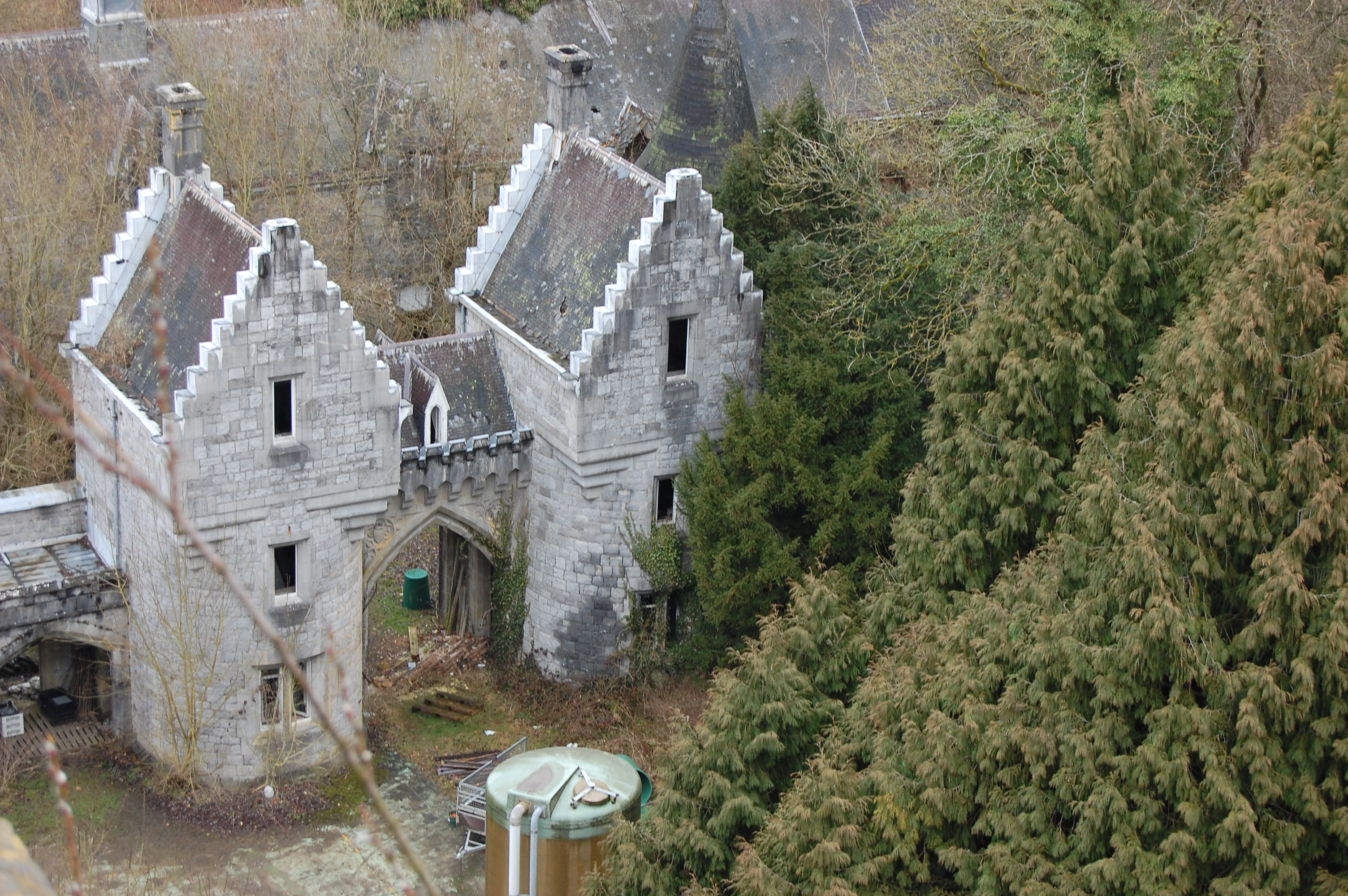
エントランスの門